# باغ‌وحش جنگل سیاه (والدکیرش)
باغ وحش جنگل سیاه (والدکیرش) باغ وحشی با مساحت حدود پنج هکتار است که در حدود پنجاه و پنج گونه جانوری را در خود جای داده است. از ویژگی‌های بارز این باغ وحش شیب بالای آن و دید بسیار خوبی است که نسبت به شهر والدکیرش و در برابر آن کاستلبورگ را ممکن می‌کند.

## زیرساخت

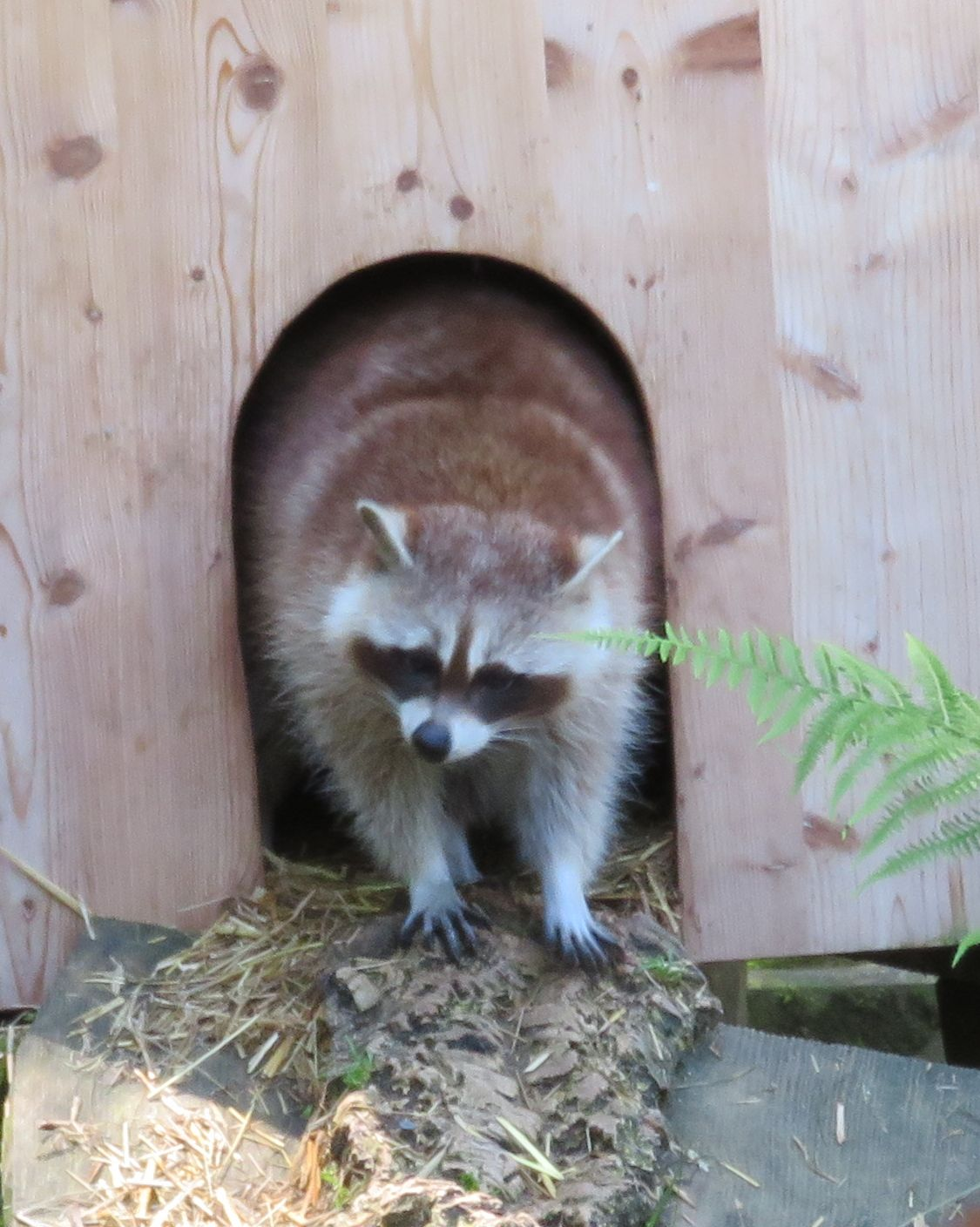
راکون

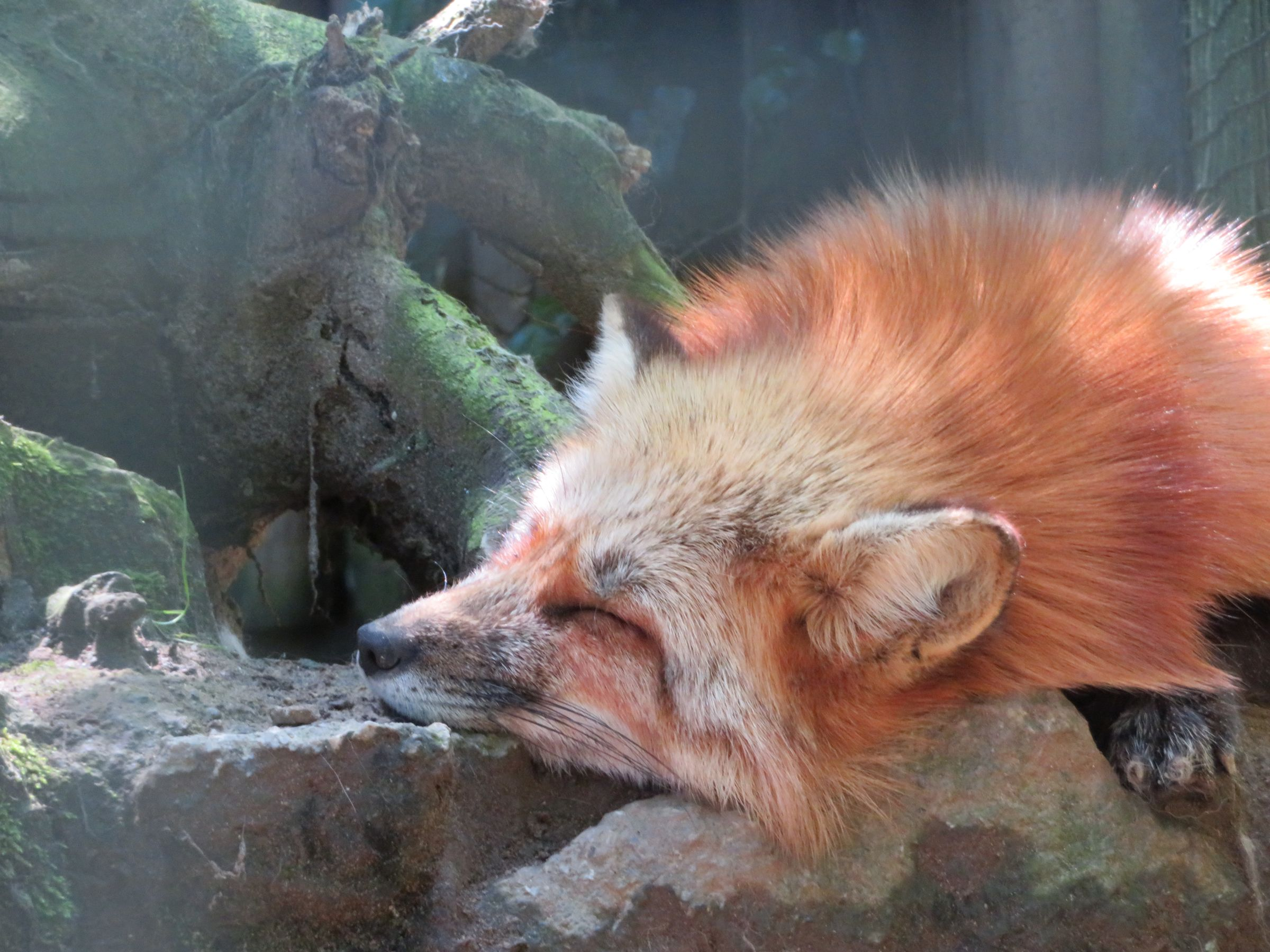
روباه قرمز

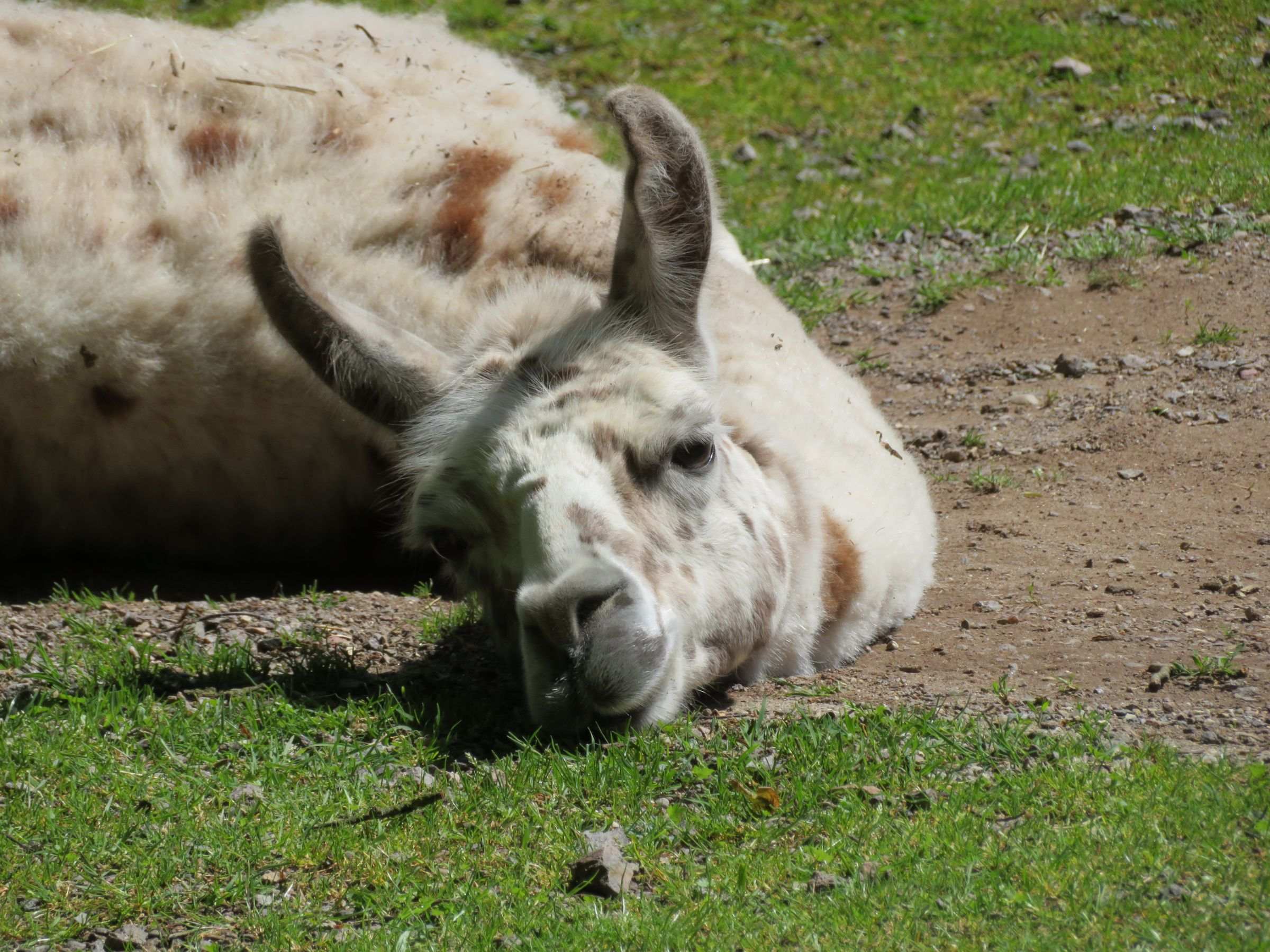
لاما

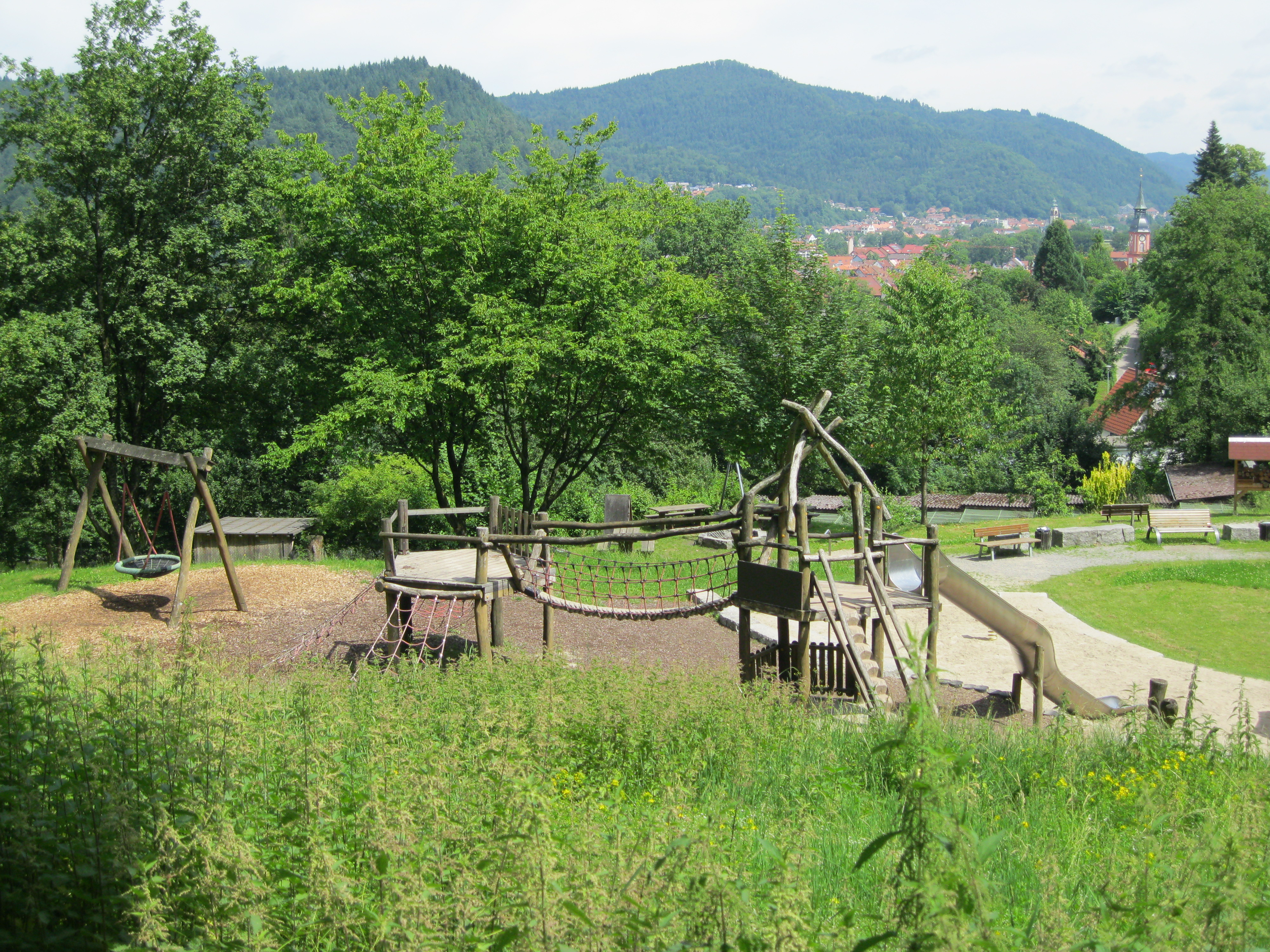
زمین بازی در باغ وحش

در باغ وحش جنگل سیاه تقریباً تمامی امکانات وجود دارد چون حوضی در حدود ۸۳۰ طول. بزهای کوهی، گوزها، الاغ‌ها، لاماها در قفس‌های فضای باز نگه‌داری می‌شود. انواع پرنده‌های کوچک و بزرگ در دیگر اتاقچه‌های مختلف باغ وحش وجود دارند. در مرکز باغ وحش بزرگ‌ترین محل بازی و در کنار آن فضای مناسب پیک‌نیک برای بازدیدکنندگان و همچنین گریل کردن و دکه‌های خرید واقع شده است. در کنار زمین بازی محلی برای غذا دادن به جانوران در نظر گرفته شده است. در تمامی باغ وحش نیمکت و صندلی‌های ساخته‌شده از تنه درختان جهت نشستن قرار داده شده است.

## سرگذشت باغ وحش
اهدای یک جفت جغل به شهر والدکیرش در دسامبر سال ۱۹۵۶ سنگ بنای ایجاد این باغ وحش و بازگشایی آن را در ۳۰ مه سال ۱۹۵۷ تا ۱۹۸۰ باعث شد. پس از یک وقفهٔ دوساله به دلیل تغییر مدیریت دوباره در ۱۶ آوریل سال ۱۹۸۲ با مدیریت دیتر پولی به نام باغ وحش جنگل سیاه بازگشایی شد و دفتر آن در شهر والدکیرش برپا شد.

## پیوندها
- Schwarzwaldzoo Waldkirch (آلمانی)
- Website Freundeskreis Schwarzwaldzoo e.V (آلمانی)